# Luís Lopes
Luís Henriques de Barros Lopes, genannt Duk (* 16. Februar 2000 in Lissabon), ist ein kapverdisch-portugiesischer Fußballspieler, der bei CD Leganés unter Vertrag steht. 

## Karriere

### Verein
Luís Lopes wurde als Sohn kapverdischer Eltern in der portugiesischen Hauptstadt Lissabon geboren. Seine Fußballkarriere begann er in seiner Geburtsstadt bei Sporting Lissabon. Im weiteren Verlauf seiner Jugendzeit spielte er für die Lissaboner Vereine CF Montelavarenses, AD Oeiras, Belenenses Lissabon und Benfica Lissabon. Ab dem Jahr 2020 spielte Lopes für die zweite Mannschaft von Benfica in der Segunda Liga, der zweithöchsten Spielklasse im portugiesischen Fußball. In der Saison 2021/22 war er mit acht Toren hinter Henrique Araújo (14) und Tiago Gouveia (10) drittbester Torschütze von Benfica. Im Juli 2022 wechselte Lopes mit einem Dreijahresvertrag und einer Ablösesumme von 470.000 € zum FC Aberdeen nach Schottland. Vier Tage nach seiner Verpflichtung debütierte der Mittelstürmer für Aberdeen bei einem 5:0-Sieg gegen Stirling Albion in der Gruppenphase des Ligapokals. Im gleichen Monat kam er zu seinem Ligadebüt in der Scottish Premiership als er bei einer 0:2-Niederlage gegen den amtierenden Meister Celtic Glasgow für Matthew Kennedy eingewechselt wurde. In seinem zweiten Ligaspiel traf er gegen den FC St. Mirren zum 4:1-Endstand.
Am 3. Februar 2025 wechselte Duk zu CD Leganés.

### Nationalmannschaft
Luís Lopes spielte in den Jahren 2018 und 2019 für die U18- und U19-Nationalmannschaft von Portugal. Am 11. Juni 2022 debütierte er in der A-Nationalmannschaft der Kap Verden gegen Ecuador im DRV PNK Stadium in der US-amerikanischen Stadt Fort Lauderdale. Bei der 0:1-Niederlage stand er in der Startelf von Nationaltrainer Bubista und wurde in der 78. Minute für Gianni dos Santos ausgewechselt.